# Parry Lodge
Pour les articles homonymes, voir Parry.
Le Parry Lodge est un hôtel américain situé à Kanab, dans le comté de Kane, dans l'Utah. Ce motel est inscrit au Registre national des lieux historiques depuis le 14 août 2003. Il est géré par Forever Resorts.